# 紀伊天満駅
紀伊天満駅（きいてんまえき）は、和歌山県東牟婁郡那智勝浦町大字天満にある、西日本旅客鉄道（JR西日本）紀勢本線（きのくに線）の駅である。

## 歴史
- 1912年（大正元年）12月4日：新宮鉄道の三輪崎駅から勝浦駅（現在の紀伊勝浦駅）までの開通に伴い、那智口駅（なちぐちえき）として開業[1][2]。
- 1917年（大正6年）12月4日 - 天満駅（てんまえき）に改称[2]。
- 1934年（昭和9年）7月1日：新宮鉄道が国有化され、紀勢中線の駅となる[1]。駅名も紀伊天満駅（きいてんまえき）に改称[2]。
- 1940年（昭和15年）8月8日：路線改称により紀勢西線の駅となる[1]。
- 1959年（昭和34年）7月15日：再度の路線改称により紀勢本線の駅となる[1]。
- 1962年（昭和37年）2月1日：貨物および荷物の取り扱いを廃止[2]。
- 1985年（昭和60年）3月14日：無人化[3]。
- 1987年（昭和62年）4月1日：国鉄分割民営化に伴い、西日本旅客鉄道（JR西日本）の駅となる[1][2]。
- 2021年（令和3年）3月13日：ICカード「ICOCA」の利用が可能となる[4]。

## 駅構造
線路西側（新宮方面に向かって左側）に単式ホーム1面1線を有する地上駅。棒線駅のため、新宮方面・紀伊田辺方面双方の列車が同じホームに発着する。カプセル型の簡易駅舎（待合所）を備え、その外壁にはタイルで海の絵が描かれている。
新宮駅管理の無人駅。簡易駅舎の内部に簡易自動券売機が一台設置されており、近距離の乗車券を購入することが可能であったが、老朽化のため、2013年12月10日をもって撤去された。2021年3月13日よりICOCAが利用可能となっている。駅舎内にトイレがある。

## 利用状況
近年の1日平均乗車人員は以下の通り。
| 年度   | 1日平均 乗車人員 |
| ------ | ---------------- |
| 1998年 | 132              |
| 1999年 | 124              |
| 2000年 | 88               |
| 2001年 | 93               |
| 2002年 | 78               |
| 2003年 | 81               |
| 2004年 | 73               |
| 2005年 | 74               |
| 2006年 | 69               |
| 2007年 | 71               |
| 2008年 | 79               |
| 2009年 | 77               |
| 2010年 | 82               |
| 2011年 | 70               |
| 2012年 | 62               |
| 2013年 | 55               |
| 2014年 | 37               |
| 2015年 | 40               |
| 2016年 | 48               |
| 2017年 | 45               |
| 2018年 | 43               |
| 2019年 | 42               |
| 2020年 | 35               |
| 2021年 | 41               |
| 2022年 | 39               |

## 駅周辺
勝浦の市街の北西端、那智に接する辺りに所在。紀伊勝浦駅から那智駅まで沿線には市街地が続いている。駅は市街地の中にあって周辺には小規模な商店街もある。付近の駅と同じく海には大変近い。
- 那智海水浴場
- 那智勝浦町立那智中学校
- 那智天満郵便局
- 那智勝浦町体育文化会館
- 那智勝浦町温泉病院
- 勝浦観光ホテル
- 和歌山地方法務局那智出張所

## 隣の駅
当駅は両隣の駅とも1km前後と間隔が短く、大都市なみの距離である。
西日本旅客鉄道（JR西日本）
 きのくに線（紀勢本線）
那智駅 - 紀伊天満駅 - 紀伊勝浦駅